# 艾迪·莫克斯 (撞球運動員)

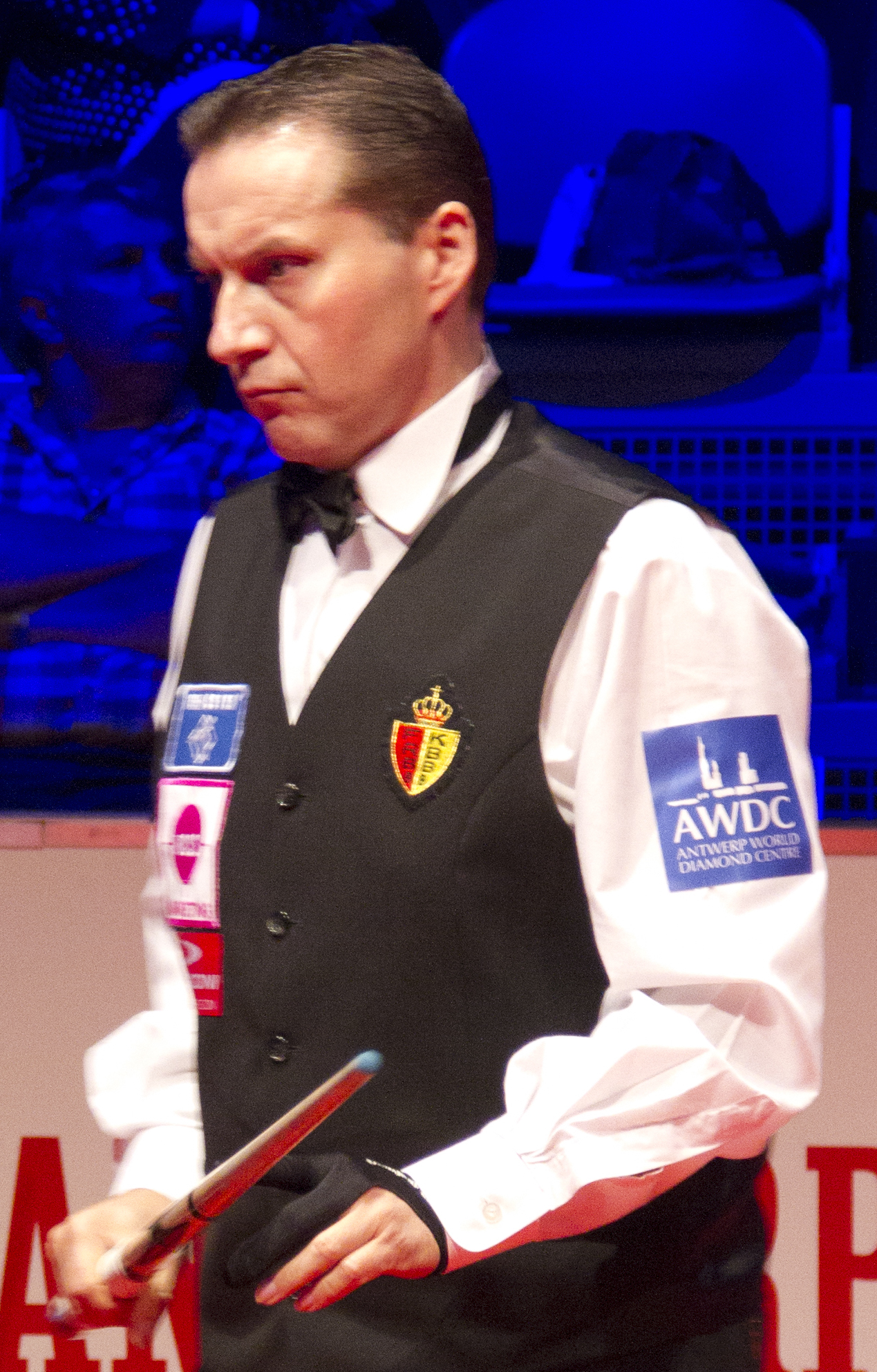
艾迪·莫克斯

艾迪·莫克斯（Eddy Merckx，1968年9月4日—），是比利時一名職業開侖撞球運動員，出生於呂姆斯特。
2006年，他以3-1擊敗Nikos Polychronopoulos贏得三顆星撞球世界冠軍。2007年，他通過擊敗衛冕冠軍佛雷德里克·高德隆，在法國普羅旺斯地區薩隆贏得歐洲冠軍頭銜。
2011年10月8日，在杜伊斯堡的德甲聯賽中，莫克斯經由6輪擊球以50-6擊敗Won Kang，創造了世界紀錄。每一輪得分為4-9-26-7-0-4。之前50分的比賽記錄是9輪，由托比昂·布隆達爾、佛雷德里克·高德隆和馬爾科·扎內蒂共同保持。
2012年8月27日至9月1日，他參加了在比利時洛默爾市舉行的Cuvino Superprestige邀請賽。比利時人第五次尋找他們的三顆星球王，2012年是莫克斯在決賽中擊敗世界排名第一的佛雷德里克·高德隆。就在一個星期後的9月9日，他在波爾圖贏得了他的第二個UMB世界冠軍頭銜，在半決賽中再次擊敗佛雷德里克·高德隆，並在決賽擊敗Choi Sung-Won。另一周後，他在三顆星世界盃水原站比賽，與來自荷蘭的狄克·雅斯柏斯並列第三名。由於他的最新勝利，他的世界排名攀升至第三位。